# Hans Weingartner
Hans Weingartner (Feldkirch, 2 november 1977) is een Oostenrijks filmscenarioschrijver, -regisseur en -producent. Hij volgde les bij de Oostenrijkse Vereniging voor Cinematografie en behaalde een diploma van camera-assistent. Later volgde hij les aan de Kunsthochschule für Medien Köln. Weingartner studeerde ook natuurkunde en neurologie aan de Universiteit van Wenen.
Weingartner won tweemaal de Preis der deutschen Filmkritik, in 2001 met Das weiße Rauschen in de categorie "beste speelfilmdebuut" en in 2004 met Die fetten Jahre sind vorbei in de categorie "beste speelfilm".

## Filmografie

### Kortfilms
- Der Dreifachstecker (1994)
- Split Brain (1997)
- Frank (1999)

### Langspeelfilms
- Das weisse Rauschen , 2000
- Die fetten Jahre sind vorbei (The Edukators, 2004)
- Free Rainer – Dein Fernseher lügt (Reclaim Your Brain, 2007)

- Bibliothèque nationale de France: cb15055194j (data)
- Gemeinsame Normdatei: 133759679
- International Standard Name Identifier: 0000 0000 7846 7066
- Library of Congress Control Number: nr2004026557
- Nationale Bibliotheek van Tsjechië: js20050815018
- Nationale Bibliotheek van Israël: 987007426642305171
- Nationale Bibliotheek van Polen: a0000002900392
- Nederlandse Thesaurus van Auteursnamen: 275093638
- Système universitaire de documentation: 086314858
- Virtual International Authority File: 84238004
- WorldCat: E39PBJqBrbkcyWGBKgP4hmQ8YP